# Twieflingen
Twieflingen är en ortsteil i kommunen Söllingen i Landkreis Helmstedt i förbundslandet Niedersachsen i Tyskland. Twieflingen var en kommun fram till 1 november 2016 när den uppgick i Söllingen. Twieflingen hade 702 invånare 2016.